# Buelliella poetschii
Buelliella poetschii is korstmosparasiet uit de klasse Dothideomycetes. Het parasiteert op Muurkrijtkorst (Endocarpon pusillum).

## Verspreiding
In Nederland komt Buelliella poetschii zeer zeldzaam voor.